# Paul Landowski

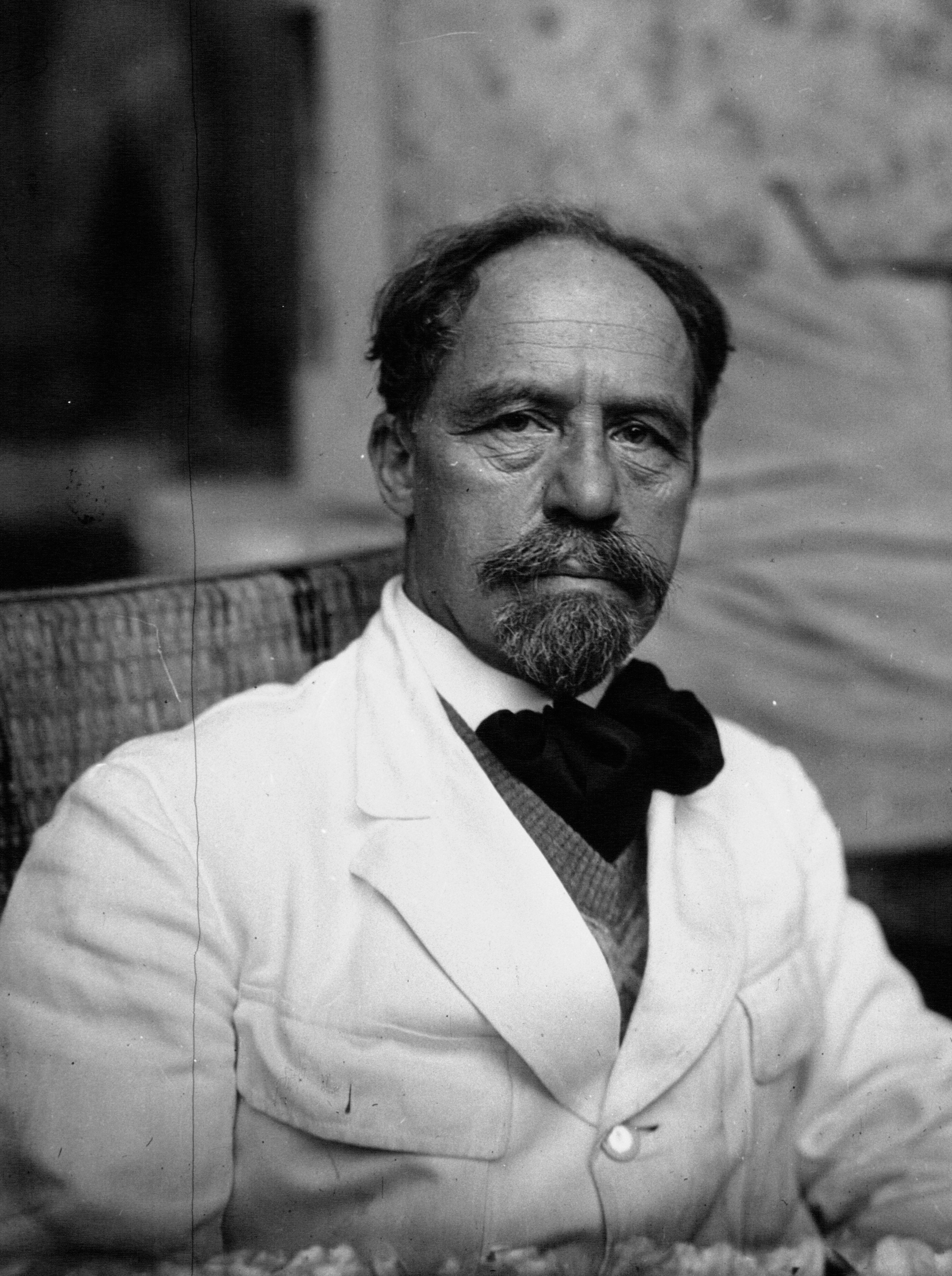
Paul Landowski (1932)

Paul Landowski, plným jménem Paul-Maximilien Landowski (1. června 1875 v Paříži – 31. března 1961 v Boulogne-Billancourt) byl francouzský sochař polského původu.
V letech 1933–1937 byl ředitelem Villa Medici v Římě, později se stal ředitelem francouzské Académie des Beaux-Arts. Byl také kurátorem světové výstavy v Paříži 1937. Jeho nejznámějším dílem je Socha Krista Spasitele na kopci Corcovado nad brazilským městem Rio de Janeiro. Dokončil ji v roce 1931 po pětileté práci podle plánů brazilského inženýra Heitora da Silvy Costy.
Za svou sochu Bojující David (David combattant) obdržel v roce 1900 Prix de Rome.
Jeho syn Marcel Landowski (1915–1999) byl francouzský hudební skladatel, který se angažoval i v politice.